# Alex Mejia
Ne pas confondre avec Alexander Mejía.
Alejandro DeJesus Mejia (né le 18 janvier 1991 à Sylmar, Californie, États-Unis) est un joueur d'arrêt-court des Cardinals de Saint-Louis de la Ligue majeure de baseball.

## Carrière
Joueur des Wildcats de l'université de l'Arizona, Alex Mejia est réclamé au 4e tour de sélection par les Cardinals de Saint-Louis lors du repêchage amateur de 2012. Il fait partie de l'équipe des Wildcats qui gagne les College World Series en 2012. Dans les ligues mineures, Mejia est principalement joueur d'arrêt-court, sa position de prédilection à l'université, mais évolue aussi occasionnellement aux deuxième et troisième buts.
Il fait ses débuts dans le baseball majeur avec les Cardinals de Saint-Louis le 29 juin 2017, amorçant ce premier match comme joueur de deuxième but face aux Diamondbacks de l'Arizona.

## Vie personnelle
Son père, Carlo Mejia, est un ancien joueur de troisième but étoile de l'université Pepperdine en 1975, qui a ensuite joué professionnellement en Ligue mexicaine.